# Élection libre de 1632
La quatrième élection libre du royaume de Pologne-Lituanie se déroule en 1632, après la mort du roi Sigismond III Vasa. Son fils, Ladislas Vasa, est candidat à sa succession. Sans véritable concurrent, appuyé par le pape et les nobles locaux, Ladislas est élu largement par la Diète le 8 novembre 1632. Il est couronné roi à Cracovie le 6 février 1633 en la basilique-cathédrale Saints-Stanislas-et-Venceslas de Cracovie.

## Histoire
Ladislas Vasa est le fils de Sigismond III de Pologne et de l'archiduchesse Anne d'Autriche et il appartient à la dynastie Vasa. Il est élu puis couronné roi à Cracovie le 6 février 1633 en la basilique-cathédrale Saints-Stanislas-et-Venceslas de Cracovie. Ladislas se considère toujours comme héritier de la couronne de Suède alors que son père avait été écarté du trône en 1599 à la suite de la guerre de succession de Suède. La mort du roi Gustave II Adolphe de Suède lui fait espérer la reconquête du trône suédois, espoir envolé à la suite de la paix signée entre les deux pays en 1635.